# Jan Krawczuk
Jan Krawczuk (ur. 20 września 1950 w Słowinie) – polski samorządowiec i rolnik, były wójt gminy Darłowo, w latach 2006–2012 członek zarządu województwa zachodniopomorskiego, od 2006 do 2010 w randze wicemarszałka.

## Życiorys
Ukończył studia o specjalizacji samorząd terytorialny na Wydziale Nauk Politycznych i Dziennikarstwa Uniwersytetu im. Adama Mickiewicza w Poznaniu. Kształcił się podyplomowo na kierunku „Europejska Integracja w Agrobiznesie” na Politechnice Koszalińskiej. Był także rolnikiem, a w latach 2002–2006 kierował powiatowym biurem Agencji Restrukturyzacji i Modernizacji Rolnictwa w Sławnie. 
W 1990 zaangażował się w działalność samorządową. Został członkiem Polskiego Stronnictwa Ludowego, objął funkcję jego szefa w powiecie sławieńskim. W latach 1990–1998 zasiadał w radzie gminy Darłowo, w drugiej kadencji jako jej wójt. Od 1994 do 1998 pozostawał jednocześnie wiceprzewodniczącym sejmiku samorządowego województwa koszalińskiego. W 1998 i 2002 był wybierany do rady powiatu sławieńskiego. W 2006 uzyskał mandat w sejmiku zachodniopomorskim. W 2005, 2007, 2011 i 2015 bez powodzenia kandydował do Sejmu (w tym dwukrotnie z drugiego i raz z trzeciego miejsca listy); zdobywał odpowiednio 699, 2416, 1996 i 1089 głosów). W 2009 wystartował do Parlamentu Europejskiego, uzyskując 2935 głosów.
18 grudnia 2006 został powołany na stanowisko wicemarszałka województwa zachodniopomorskiego. W 2010 nie uzyskał reelekcji do sejmiku; w tych samych wyborach bezskutecznie kandydował na prezydenta Koszalina (zdobywając 0,73% poparcia i zajmując ostatnie, piąte miejsce). 7 grudnia 2010 przeszedł na fotel członka zarządu. Zrezygnował z funkcji we władzach województwa z dniem 20 grudnia 2012 (w związku z wyborem nowego regionalnego szefa partii Jarosława Rzepy, który został jego następcą). W 2014 bezskutecznie kandydował do rady powiatu sławieńskiego. Został natomiast powołany na stanowisko wicestarosty sławieńskiego, którego nie utrzymał w roku 2018.
Zamieszkał w Gleźnowie. Żonaty, ma trzech synów.